# Грабовці (Водице)
Грабовці (хорв. Grabovci) — населений пункт у Хорватії, у Шибеницько-Книнській жупанії у складі міста Водиці.

## Населення
Населення за даними перепису 2011 року становило 87 осіб.
Динаміка чисельності населення поселення:

## Клімат
Середня річна температура становить 14,58 °C, середня максимальна — 29,01 °C, а середня мінімальна — 0,85 °C. Середня річна кількість опадів — 770 мм.
| Клімат поселення                              | Клімат поселення | Клімат поселення | Клімат поселення | Клімат поселення | Клімат поселення | Клімат поселення | Клімат поселення | Клімат поселення | Клімат поселення | Клімат поселення | Клімат поселення | Клімат поселення | Клімат поселення |
| Показник                                      | Січ.             | Лют.             | Бер.             | Квіт.            | Трав.            | Черв.            | Лип.             | Серп.            | Вер.             | Жовт.            | Лист.            | Груд.            |                  |
| Середній максимум, °C                         | 10,37            | 11,43            | 14,11            | 17,38            | 22,35            | 26,30            | 29,01            | 28,68            | 24,54            | 20,30            | 14,40            | 11,20            |                  |
| Середня температура, °C                       | 5,61             | 6,66             | 9,36             | 12,61            | 17,60            | 21,54            | 24,57            | 24,28            | 20,11            | 15,88            | 9,97             | 6,78             |                  |
| Середній мінімум, °C                          | 0,85             | 1,90             | 4,58             | 7,85             | 12,82            | 16,77            | 20,17            | 19,84            | 15,68            | 11,46            | 5,56             | 2,36             |                  |
| Норма опадів, мм                              | 68               | 60               | 65               | 68               | 54               | 52               | 29               | 44               | 77               | 82               | 93               | 78               |                  |
| Середньомісячна швидкість вітру, м/с          | 2.54             | 2.70             | 2.89             | 2.78             | 2.44             | 2.23             | 2.25             | 2.10             | 2.28             | 2.36             | 2.85             | 2.77             |                  |
| Середньомісячна сонячна радіація, кДж/м²·день | 5245             | 7989             | 11660            | 16468            | 20560            | 23079            | 24507            | 21454            | 15969            | 10297            | 5712             | 4471             |                  |
| --------------------------------------------- | ---------------- | ---------------- | ---------------- | ---------------- | ---------------- | ---------------- | ---------------- | ---------------- | ---------------- | ---------------- | ---------------- | ---------------- | ---------------- |
| Джерело:                                      |                  |                  |                  |                  |                  |                  |                  |                  |                  |                  |                  |                  |                  |